# Sigurður Jónsson
En aquest nom islandès, el darrer nom és un patronímic, no pas un cognom. La manera de referir-se a aquesta persona és pel nom de pila.
Sigurður Jónsson   (Akranes, 27 de setembre de 1966) és un exfutbolista islandès de la dècada de 1980.
Fou 65 cops internacional amb la selecció islandesa.
Pel que fa a clubs, fou jugador, entre d'altres, de Sheffield Wednesday FC, Arsenal FC, IA Akranes i Dundee United.
Trajectòria com a entrenador:
- 2002: FH
- 2003-2005: Víkingur
- 2006: Grindavík
- 2007-2008: Djurgårdens IF
- 2010-2012: Enköpings SK
- 2014-avui: Kári